# Catatemnus thorelli
Catatemnus thorelli är en spindeldjursart som först beskrevs av Luigi Balzan 1891.  Catatemnus thorelli ingår i släktet Catatemnus och familjen Atemnidae. Inga underarter finns listade i Catalogue of Life.